# متطلبات الحصول على تأشيرة لمواطني العراق

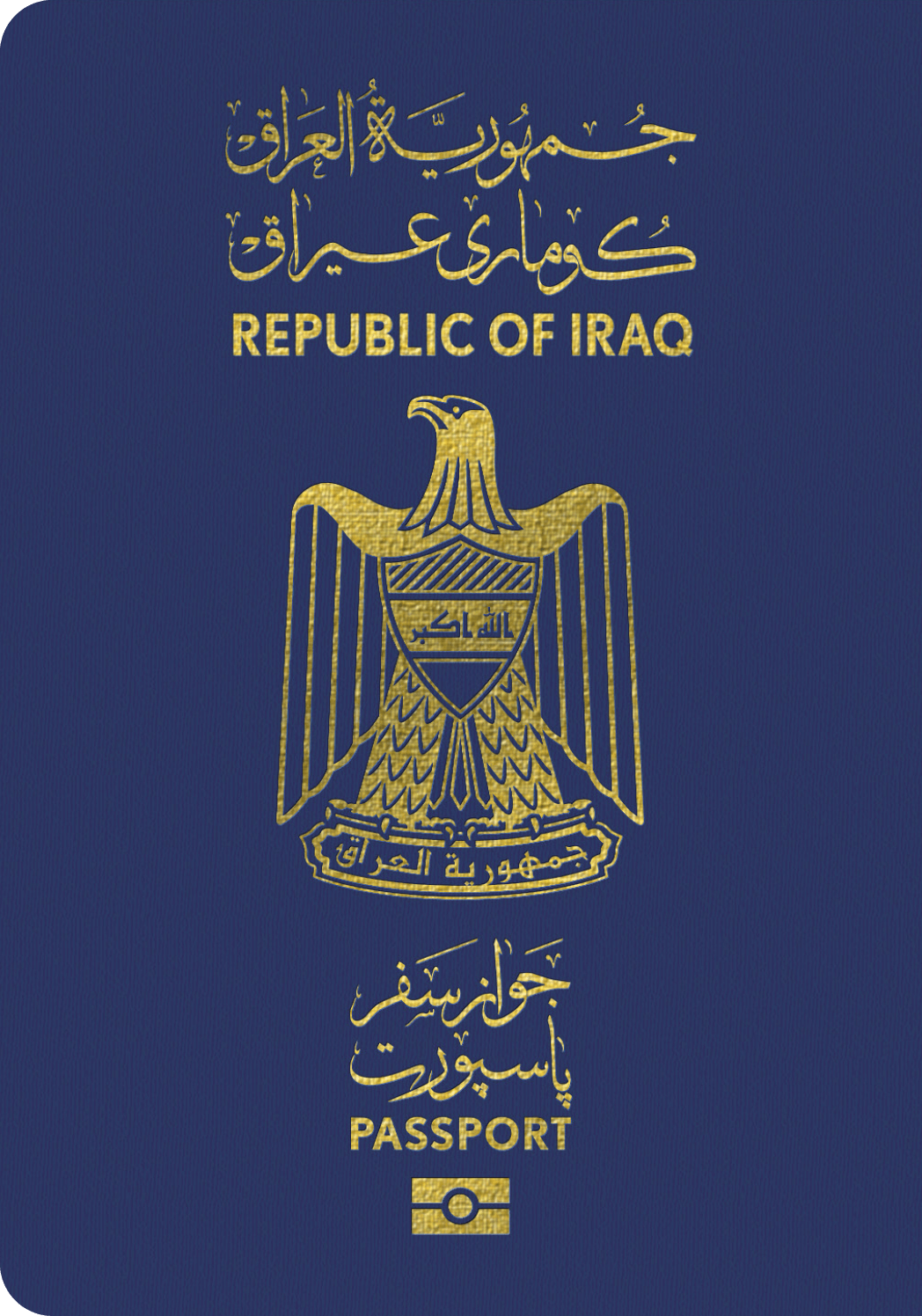
جواز السفر العراقيّ من فئة (P)

متطلبات الحصول على تأشيرة للمواطنين العراقيين هي مجموعة عوائق وضعت أمام سفر المواطنين العراقيين من أنظمة تلك الدول، ويتمتع العراقيون بحق التجول في 29 دولة (من دون تأشيرة أو تأشيرة عند الوصول) وذلك في عام 2018، وحل العراق بالمركز قبل الأخير في (The Henley & Partners
Visa Restrictions Index 2018) من ناحية حرية السفر لحاملي الجنسية العراقية

## السفر بدون تأشيرة

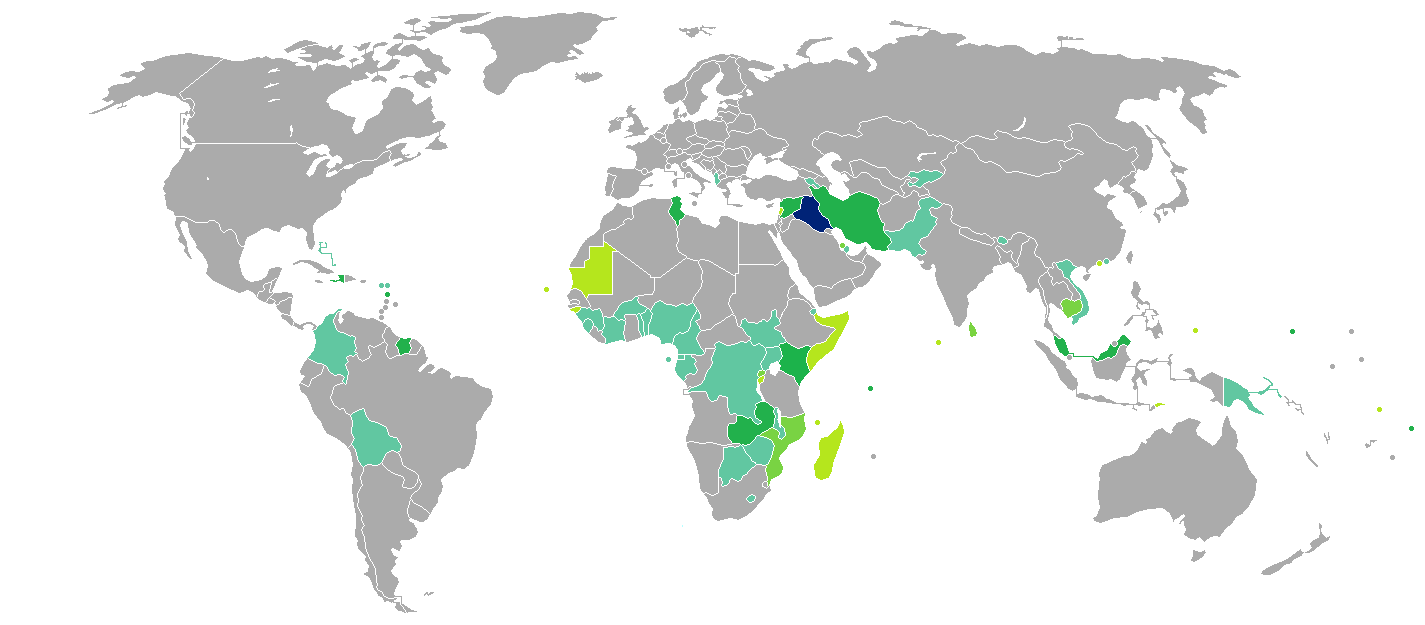
خريطة تبين متطلبات التأشيرة لحاملي الجواز العراقي
العراق
دول من دون تأشيرة
دول تعطي التأشيرة عند الوصول لها
دول تطلب التأشيرة قبل الدخول (الحصول على التأشيرة قبل السفر)

معلومات اضافية

## متطلبات التأشيرة
| البلد                       | المتطلبات                            | فترة البقاء | ملاحظات |
| --------------------------- | ------------------------------------ | ----------- | --- |
| أفغانستان                   | التأشيرة مطلوبة                      |             | |
| ألبانيا                     | التأشيرة مطلوبة                      |             | Visa free for a maximum stay of 90 يوما within 180 يوما for valid visa holders or residents of the Schengen Area member states, the United Kingdom and the United States.                                                                                       |
| الجزائر                     | التأشيرة مطلوبة                      |             | |
| أندورا                      | التأشيرة مطلوبة                      |             | Andorra has no visa regime, but is only accessible through France and Spain. Multiple Entry Schengen التأشيرة مطلوبة. |
| أنغولا                      | التأشيرة مطلوبة                      |             | يمكن الحصول على التأشيرة المعدة مسبقا عند الوصول |
| أنتيغوا وباربودا            | الدخول بتأشيرة إلكترونية             | 30 يوما     | Visa free for a maximum stay of 30 يوما for valid visa holders or residents of the Schengen Area member states, the United Kingdom, the United States and Canada.                                                                                               |
| الأرجنتين                   | التأشيرة مطلوبة                      |             | |
| أرمينيا                     | التأشيرة مطلوبة                      |             | Simplified procedure for Iraqi citizens - no requirement for tourist voucher or invitation letter from Armenia. |
| أستراليا                    | التأشيرة مطلوبة                      |             | May apply online (Online Visitor e600 visa). |
| النمسا                      | التأشيرة مطلوبة                      |             | |
| أذربيجان                    | التأشيرة مطلوبة                      |             | تأشيرة عند الوصول if having official invitation letter issued by the State Migration Service of Azerbaijan. |
| باهاماس                     | التأشيرة مطلوبة                      |             | |
| البحرين                     | التأشيرة مطلوبة                      |             | |
| بنغلاديش                    | التأشيرة مطلوبة                      |             | يمكن الحصول على تأشيرة مشروطة عند الوصول |
| باربادوس                    | التأشيرة مطلوبة                      |             | |
| بيلاروسيا                   | التأشيرة مطلوبة                      |             | يمكن الحصول على تأشيرة مشروطة عند الوصول |
| بلجيكا                      | التأشيرة مطلوبة                      |             | |
| بليز                        | التأشيرة مطلوبة                      |             | Permanent residents and holders of multiple entry visa of the الولايات المتحدة may obtain a تأشيرة عند الوصول.holder valid visa issued by a Schengen Member State are visa exempt for a maximum stay of 90 يوما.                                                |
| بنين                        | تأشيرة عند الوصول                    | 8 أيام      | must have an international vaccination certificate. |
| بوتان                       | التأشيرة مطلوبة                      |             | Holders of an application for a tourist visa can obtain a تأشيرة عند الوصول |
| بوليفيا                     | التأشيرة مطلوبة                      |             | |
| البوسنة والهرسك             | التأشيرة مطلوبة                      |             | Visa free for a maximum stay of 15 يوما for valid visa holders or residents of the Schengen Area member states, the United Kingdom and Ireland. |
| بوتسوانا                    | التأشيرة مطلوبة                      |             | |
| البرازيل                    | التأشيرة مطلوبة                      |             | |
| بروناي                      | التأشيرة مطلوبة                      |             | |
| بلغاريا                     | التأشيرة مطلوبة                      |             | Visa free for a maximum stay of 90 يوما within 180 يوما for valid visa holders or residents of the Schengen Area member states. |
| بوركينا فاسو                | التأشيرة مطلوبة                      |             | |
| بوروندي                     | التأشيرة مطلوبة                      |             | يمكن الحصول على التأشيرة المعدة مسبقا عند الوصول |
| كمبوديا                     | تأشيرة إلكترونية / تأشيرة عند الوصول | 30 يوما     | |
| الكاميرون                   | التأشيرة مطلوبة                      |             | يمكن الحصول على التأشيرة المعدة مسبقا عند الوصول. |
| كندا                        | التأشيرة مطلوبة                      |             | |
| الرأس الأخضر                | تأشيرة عند الوصول                    | 3 أشهر      | |
| جمهورية أفريقيا الوسطى      | التأشيرة مطلوبة                      |             | |
| تشاد                        | التأشيرة مطلوبة                      |             | يمكن الحصول على التأشيرة المعدة مسبقا عند الوصول |
| تشيلي                       | التأشيرة مطلوبة                      |             | |
| China                       | التأشيرة مطلوبة                      |             | يمكن الحصول على التأشيرة المعدة مسبقا عند الوصول |
| كولومبيا                    | التأشيرة مطلوبة                      |             | Online visa application available |
| جزر القمر                   | تأشيرة عند الوصول                    | 45 يوما     | |
| جمهورية الكونغو             | التأشيرة مطلوبة                      |             | Visa not requiered if Passengers with a V.I.P invitation letter |
| جمهورية الكونغو الديمقراطية | التأشيرة مطلوبة                      |             | Passenger with a letter (Visa Volant) issued by the Ministry of Interior and Security can obtain a تأشيرة عند الوصول |
| كوستاريكا                   | التأشيرة مطلوبة                      |             | visa free for a maximum stay of 30 يوما for valid visa holders or residents of the United States and Canada. |
| ساحل العاج                  | تأشيرة إلكترونية                     |             | |
| كرواتيا                     | التأشيرة مطلوبة                      |             | visa free for a maximum stay of 90 يوما within 180 يوما for valid visa holders or residents of the Schengen Area member states. |
| كوبا                        | التأشيرة مطلوبة                      |             | eligible to travel to Cuba with a tourist card only without visa if hold a valid visa or permanent residence permit issued by Canada, the United States or an EU member state                                                                                   |
| قبرص                        | التأشيرة مطلوبة                      |             | visa free for a maximum stay of 90 يوما within 180 يوما for valid visa holders or residents of the Schengen Area member states. |
| التشيك                      | التأشيرة مطلوبة                      |             | |
| الدنمارك                    | التأشيرة مطلوبة                      |             | |
| جيبوتي                      | تأشيرة إلكترونية                     | 31 يوما     | Visas on arrival until 30 April |
| دومينيكا                    | لا حاجة للتأشيرة                     | 21 يوما     | visa free for a maximum stay of 6 أشهر for valid visa holders or residents of the Schengen Area member states, the United Kingdom, the United States and Canada.                                                                                                |
| جمهورية الدومينيكان         | التأشيرة مطلوبة                      |             | visa free for a maximum stay of 90 يوما for valid visa holders or residents of the Schengen Area member states, the United Kingdom, Ireland, the United States and Canada.                                                                                      |
| الإكوادور                   | لا حاجة للتأشيرة                     | 90 يوما     | |
| مصر                         | التأشيرة مطلوبة                      |             | |
| السلفادور                   | التأشيرة مطلوبة                      |             | |
| غينيا الاستوائية            | التأشيرة مطلوبة                      |             | |
| إريتريا                     | التأشيرة مطلوبة                      |             | يمكن الحصول على التأشيرة المعدة مسبقا عند الوصول |
| إستونيا                     | التأشيرة مطلوبة                      |             | |
| إثيوبيا                     | التأشيرة مطلوبة                      |             | يمكن الحصول على تأشيرة مشروطة عند الوصول |
| فيجي                        | التأشيرة مطلوبة                      |             | |
| فنلندا                      | التأشيرة مطلوبة                      |             | |
| فرنسا                       | التأشيرة مطلوبة                      |             | |
| الغابون                     | تأشيرة إلكترونية                     |             | Electronic visa holders must arrive via مطار ليبرفيل الدولي. |
| غامبيا                      | التأشيرة مطلوبة                      |             | لا حاجة للتأشيرة if Passengers traveling as tourists on a charter flight |
| جورجيا                      | التأشيرة مطلوبة                      |             | visa free for a maximum stay of 90 يوما within 180 يوما for valid visa holders or residents of EU/EFTA, GCC, Australia, Canada, Israel, Japan, New Zealand, South Korea and the United States.                                                                  |
| ألمانيا                     | التأشيرة مطلوبة                      |             | |
| غانا                        | التأشيرة مطلوبة                      |             | يمكن الحصول على التأشيرة المعدة مسبقا عند الوصول |
| اليونان                     | التأشيرة مطلوبة                      |             | |
| غرينادا                     | التأشيرة مطلوبة                      |             | |
| غواتيمالا                   | التأشيرة مطلوبة                      |             | |
| غينيا                       | التأشيرة مطلوبة                      |             | يمكن الحصول على التأشيرة المعدة مسبقا عند الوصول |
| غينيا بيساو                 | تأشيرة إلكترونية / تأشيرة عند الوصول | 90 يوما     | |
| غويانا                      | التأشيرة مطلوبة                      |             | Those travelling as tourists can obtain a تأشيرة عند الوصول for a maximum stay of 30 يوما provided holding a letter of invitation from sponsor or host. |
| هايتي                       | لا حاجة للتأشيرة                     | 3 أشهر      | |
| هندوراس                     | التأشيرة مطلوبة                      |             | |
| المجر                       | التأشيرة مطلوبة                      |             | |
| آيسلندا                     | التأشيرة مطلوبة                      |             | |
| الهند                       | التأشيرة مطلوبة                      |             | |
| إندونيسيا                   | التأشيرة مطلوبة                      |             | |
| إيران                       | لا حاجة للتأشيرة                     |             | تم إلغاء متطلبات التأشيرة بين العراق وإيران في 26 أكتوبر 2021 |
| جمهورية أيرلندا             | التأشيرة مطلوبة                      |             | |
| إسرائيل                     | التأشيرة مطلوبة                      |             | Confirmation from Israeli government is required before a visa is issued. |
| إيطاليا                     | التأشيرة مطلوبة                      |             | |
| جامايكا                     | التأشيرة مطلوبة                      |             | |
| اليابان                     | التأشيرة مطلوبة                      |             | |
| الأردن                      | التأشيرة مطلوبة                      |             | تأشيرة عند الوصول if having an official "Businessmen card" issued by Jordan or an official letter for a delegate confirming the attendance to a conference or workshop.                                                                                         |
| كازاخستان                   | التأشيرة مطلوبة                      |             | Visitors arriving from a country without Kazakh representation and holding an invitation letter, can obtain a single entry تأشيرة عند الوصول يحصل على تأشيرة تسمح له البقاء لمدة أقصاها شهر واحد                                                                |
| كينيا                       | التأشيرة مطلوبة                      |             | |
| كيريباتي                    | التأشيرة مطلوبة                      |             | |
| كوريا الشمالية              | التأشيرة مطلوبة                      |             | |
| كوريا الجنوبية              | التأشيرة مطلوبة                      |             | |
| الكويت                      | التأشيرة مطلوبة                      |             | Passengers with a confirmation that a visa has been approved before departure can collect their original visa at immigration counter |
| قرغيزستان                   | تأشيرة إلكترونية                     |             | |
| لاوس                        | التأشيرة مطلوبة                      |             | تأشيرة عند الوصول if having invitation letter from Ministry of Foreign Affairs |
| لاتفيا                      | التأشيرة مطلوبة                      |             | |
| لبنان                       | تأشيرة عند الوصول                    | شهر واحد    | |
| ليسوتو                      | تأشيرة إلكترونية                     |             | |
| ليبيريا                     | التأشيرة مطلوبة                      |             | يمكن الحصول على التأشيرة المعدة مسبقا عند الوصول |
| ليبيا                       | التأشيرة مطلوبة                      |             | |
| ليختنشتاين                  | التأشيرة مطلوبة                      |             | |
| ليتوانيا                    | التأشيرة مطلوبة                      |             | |
| لوكسمبورغ                   | التأشيرة مطلوبة                      |             | |
| Macedonia                   | التأشيرة مطلوبة                      |             | visa free for a maximum stay of 15 يوما for valid visa holders of the Schengen Area member states. |
| مدغشقر                      | تأشيرة عند الوصول                    | 90 يوما     | |
| مالاوي                      | التأشيرة مطلوبة                      |             | |
| ماليزيا                     | لا حاجة للتأشيرة                     | 30 يوما     | |
| جزر المالديف                | تأشيرة عند الوصول                    | 30 يوما     | Issued free of charge |
| مالي                        | التأشيرة مطلوبة                      |             | |
| مالطا                       | التأشيرة مطلوبة                      |             | |
| جزر مارشال                  | التأشيرة مطلوبة                      |             | |
| موريتانيا                   | تأشيرة عند الوصول                    |             | Available at مطار نواكشوط الدولي.30 يوما and 90 يوما and 1 year visa are available |
| موريشيوس                    | التأشيرة مطلوبة                      |             | |
| المكسيك                     | التأشيرة مطلوبة                      |             | visa free for a maximum stay of 180 يوما for valid visa holders or residents of the Schengen Area member states, the United Kingdom, the United States, Canada and Japan.                                                                                       |
| Micronesia                  | لا حاجة للتأشيرة                     | 30 يوما     | |
| مولدوفا                     | التأشيرة مطلوبة                      |             | Invitation letter holders may apply for a visa electronically. |
| موناكو                      | التأشيرة مطلوبة                      |             | |
| منغوليا                     | التأشيرة مطلوبة                      |             | يمكن الحصول على التأشيرة المعدة مسبقا عند الوصول |
| الجبل الأسود                | التأشيرة مطلوبة                      |             | visa free for a maximum stay of 30 يوما for valid visa holders or residents of the Schengen Area member states, the United Kingdom, Ireland and the United States.                                                                                              |
| المغرب                      | التأشيرة مطلوبة                      |             | |
| موزمبيق                     | تأشيرة عند الوصول                    | 30 يوما     | |
| ميانمار                     | التأشيرة مطلوبة                      |             | Passengers with a letter of approval issued by the Ministry of Hotels and Tourism can obtain a تأشيرة عند الوصول |
| ناميبيا                     | التأشيرة مطلوبة                      |             | |
| ناورو                       | التأشيرة مطلوبة                      |             | يمكن الحصول على التأشيرة المعدة مسبقا عند الوصول |
| نيبال                       | التأشيرة مطلوبة                      |             | |
| هولندا                      | التأشيرة مطلوبة                      |             | |
| نيوزيلندا                   | التأشيرة مطلوبة                      |             | May apply online |
| نيكاراجوا                   | التأشيرة مطلوبة                      |             | visa free for a maximum stay of 90 يوما for valid visa holders or residents of the Schengen Area member states, the United States and Canada. |
| النيجر                      | التأشيرة مطلوبة                      |             | |
| نيجيريا                     | التأشيرة مطلوبة                      |             | . |
| النرويج                     | التأشيرة مطلوبة                      |             | |
| سلطنة عمان                  | التأشيرة مطلوبة                      |             | Passengers with a Visa Deposit Receipt can obtain a تأشيرة عند الوصول. |
| باكستان                     | التأشيرة مطلوبة                      |             | |
| بالاو                       | تأشيرة عند الوصول                    | 30 يوما     | |
| بنما                        | التأشيرة مطلوبة                      |             | visa free for a maximum stay of 30 يوما for valid visa holders or residents of Australia, the United Kingdom, the United States and Canada. |
| بابوا غينيا الجديدة         | التأشيرة مطلوبة                      |             | |
| باراغواي                    | التأشيرة مطلوبة                      |             | |
| بيرو                        | التأشيرة مطلوبة                      |             | |
| الفلبين                     | التأشيرة مطلوبة                      |             | |
| بولندا                      | التأشيرة مطلوبة                      |             | |
| البرتغال                    | التأشيرة مطلوبة                      |             | |
| قطر                         | تأشيرة إلكترونية                     |             | holder of valid residence permits or visas from either the United States of America, Canada, the United Kingdom, Australia, New Zealand, the Schengen countries, or the countries of the Gulf Cooperation Council can obtain an Electronic Travel Authorisation |
| رومانيا                     | التأشيرة مطلوبة                      |             | visa free for a maximum stay of 90 يوما within 180 يوما for valid visa holders or residents of the Schengen Area member states. |
| روسيا                       | التأشيرة مطلوبة                      |             | |
| رواندا                      | تأشيرة إلكترونية / تأشيرة عند الوصول | 30 يوما     | |
| سانت كيتس ونيفيس            | تأشيرة إلكترونية                     |             | |
| سانت لوسيا                  | التأشيرة مطلوبة                      |             | |
| سانت فينسنت والغرينادين     | التأشيرة مطلوبة                      |             | |
| ساموا                       | السماح للزوار عند الوصول             | 60 يوما     | Issued free of charge. |
| سان مارينو                  | التأشيرة مطلوبة                      |             | Same rules as for إيطاليا. No border control but accessible only via Italy. |
| ساو تومي وبرينسيب           | تأشيرة إلكترونية                     |             | Holders of a visa issued by the الولايات المتحدة or a منطقة شنغن member state do not require a visa for stays up to 15 يوما. |
| السعودية                    | التأشيرة مطلوبة                      |             | |
| السنغال                     | التأشيرة مطلوبة                      |             | Visa not requiered for Passengers with an official invitation letter |
| صربيا                       | التأشيرة مطلوبة                      |             | visa free for a maximum stay of 90 يوما within 180 يوما for valid visa holders or residents of the Schengen Area member states, the United Kingdom, Ireland and the United States.                                                                              |
| سيشل                        | السماح للزوار عند الوصول             | 3 أشهر      | Issued free of charge. |
| سيراليون                    | التأشيرة مطلوبة                      |             | يمكن الحصول على التأشيرة المعدة مسبقا عند الوصول |
| سنغافورة                    | التأشيرة مطلوبة                      |             | |
| سلوفاكيا                    | التأشيرة مطلوبة                      |             | |
| سلوفينيا                    | التأشيرة مطلوبة                      |             | |
| جزر سليمان                  | التأشيرة مطلوبة                      |             | يمكن الحصول على التأشيرة المعدة مسبقا عند الوصول |
| الصومال                     | تأشيرة عند الوصول                    | 30 يوما     | Available at Bosaso, Galcaio and Mogadishu airports. |
| جنوب أفريقيا                | التأشيرة مطلوبة                      |             | |
| جنوب السودان                | التأشيرة مطلوبة                      |             | |
| إسبانيا                     | التأشيرة مطلوبة                      |             | |
| سريلانكا                    | تأشيرة إلكترونية / تأشيرة عند الوصول | 30 يوما     | |
| السودان                     | التأشيرة مطلوبة                      |             | Passengers with an "Entry Permit" issued by the Sudanese Ministry of Interior can obtain a تأشيرة عند الوصول |
| سورينام                     | التأشيرة مطلوبة                      |             | يمكن الحصول على تأشيرة مشروطة عند الوصول |
| سوازيلاند                   | التأشيرة مطلوبة                      |             | |
| السويد                      | التأشيرة مطلوبة                      |             | |
| سويسرا                      | التأشيرة مطلوبة                      |             | |
| سوريا                       | التأشيرة مطلوبة                      |             | يمكن الحصول على تأشيرة مشروطة عند الوصول |
| طاجيكستان                   | التأشيرة مطلوبة                      |             | |
| تنزانيا                     | تأشيرة عند الوصول                    | 3 أشهر      | |
| تايلاند                     | التأشيرة مطلوبة                      |             | |
| تيمور الشرقية               | تأشيرة عند الوصول                    | 30 يوما     | |
| توغو                        | تأشيرة عند الوصول                    | 7 أيام      | |
| تونغا                       | التأشيرة مطلوبة                      |             | |
| ترينيداد وتوباغو            | التأشيرة مطلوبة                      |             | يمكن الحصول على التأشيرة المعدة مسبقا عند الوصول |
| تونس                        | التأشيرة مطلوبة                      |             | لا حاجة للتأشيرة for passengers traveling on an organized tour |
| تركيا                       | التأشيرة مطلوبة                      |             | Issued free of charge.holders of a valid visa or residence permit from منطقة شنغن countries, Ireland, the United Kingdom or the United States can apply for e-visa                                                                                              |
| تركمانستان                  | التأشيرة مطلوبة                      |             | يمكن الحصول على تأشيرة مشروطة عند الوصول |
| توفالو                      | تأشيرة عند الوصول                    | شهر واحد    | |
| أوغندا                      | تأشيرة إلكترونية / تأشيرة عند الوصول | 3 أشهر      | |
| أوكرانيا                    | التأشيرة مطلوبة                      |             | |
| الإمارات العربية المتحدة    | التأشيرة مطلوبة                      |             | |
| المملكة المتحدة             | التأشيرة مطلوبة                      |             | |
| الولايات المتحدة            | التأشيرة مطلوبة                      |             | |
| أوروغواي                    | التأشيرة مطلوبة                      |             | |
| أوزبكستان                   | التأشيرة مطلوبة                      |             | يمكن الحصول على التأشيرة المعدة مسبقا عند الوصول |
| فانواتو                     | التأشيرة مطلوبة                      |             | |
| الفاتيكان                   | التأشيرة مطلوبة                      |             | Schengen التأشيرة مطلوبة. Entry can be made from Italy exclusively |
| فنزويلا                     | التأشيرة مطلوبة                      |             | |
| فيتنام                      | التأشيرة مطلوبة                      |             | Prearranged visa obtained online through travel agencies available at هانوي، مدينة هو تشي منه، فو كوك or دا نانغ airports.فو كوك Visa exemption for up to 30 يوما                                                                                               |
| اليمن                       | التأشيرة مطلوبة                      |             | |
| زامبيا                      | تأشيرة إلكترونية                     |             | |
| زيمبابوي                    | تأشيرة إلكترونية                     |             | |

### أفريقيا
يحق للمواطن العراقي التجول في البلدان الأفريقية التالية بدون تأشيرة، مثل: تنزانيا وأوغندة وجيبوتي ومدغشقر والموزمبيق وتوجو وغينيا بيساو.

### القارتان الأمريكيّتان

#### أمريكة الوسطى
- تسمح هايتي ودومينيكا بالدخول من دون تأشيرة.

#### أمريكة الجنوبية
- الإكوادور: لم تعد تسمح الإكوادور بالدخول للعراقيين من دون تأشيرة منذ 2019

### أسيا
- لبنان، يتم منح التاشيرة بالمطار.
- تركيا، تطلب تاشيرة إلكترونية قبل السفر اليها.
- جورجيا، تطلب تأشيرة ألكترونية قبل السفر إليها.
- ماليزيا، يتم منح التاشيرة بالمطار على أن لا تتجاوز مدة الإقامة فيها 30 يوماً.
- جزر المالديف، يتم منح التاشيرة بالمطار على أن لاتتجاوز مدة الإقامة فيها 30 يوماً.